# Филатова, Анастасия Ивановна
Анастаси́я Ива́новна Цэдэнбал-Фила́това (4 февраля 1920 — 21 октября 2001, Москва) — общественный и политический деятель Монгольской народной республики. Супруга лидера Монголии Ю. Цэдэнбала.

## Биография
Родилась в русской семье. 
Играла значительную роль в политике Монголии, в особенности в социальных и образовательных программах. Способствовала введению в Монголии оплачиваемых четырехлетних декретных отпусков для матерей.
Корреспондент газеты «Известия» Леонид Шинкарёв писал, что Цеденбал и Филатова познакомились благодаря Николаю Важнову (её дяде), политическому советнику Чойбалсана в середине 1940-х годов и послу в МНР в 1947-1948 годах. Филатова, в то время секретарь комсомольской организации Министерства торговли СССР, посещала Важнова в его московской коммунальной квартире. По воспоминаниям сына Важнова, после того, как Цеденбал заявил, что девушка ему нравится, в ЦК ВКП(б) рекомендовали Важнову всячески содействовать их отношениям. В МНР в течение многих лет глава Республиканского детского фонда.
Была награждена орденом Сухэ-Батора, удостоена званий лауреата Государственной премии МНР, заслуженного деятеля искусств МНР, ряда других наград и званий, в том числе значками «Почётный чекист» и «Отличный пограничник».
После отставки мужа жила вместе со всей семьёй в Москве, неоднократно давала интервью. Была лишена званий и наград указом № 98 Президиума Великого Народного Хурала МНР от 18 апреля 1990 года, однако 7 июня 2021 года гражданский суд первой инстанции Сухэ-Баторского района её оправдал и постановил вернуть звания и награды посмертно.
В мае 2006 года на территории международного детского комплекса «Найрамдал» ей был установлен памятник.

## Семья
Цеденбал и Филатова имели двоих детей: Владислава (род. в 1949 г., погиб в автокатастрофе в 2000 г.) и Зорига (род. в 1957 г., учёный-биолог, живёт в Москве, имеет дочь Анастасию Цеденбал).

## Память
Похоронена на Ваганьковском кладбище.
В 2006 году в пригороде Улан-Батора Филатовой был установлен памятник.
Изображена в монгольском телесериале «История не забудет» (2020), где её роль сыграла Галина Бокашевская.